# دیرک کارکوث
دیرک کارکوث (انگلیسی: Dirk Karkuth; ۹ ژانویهٔ ۱۹۶۲ – ۱۴ ژانویهٔ ۲۰۰۳) بازیکن فوتبال اهل آلمان بود.
از باشگاه‌هایی که در آن بازی کرده‌است می‌توان به باشگاه فوتبال ماینتس ۰۵ اشاره کرد.